# Susan Graham (actrice)
Pour les articles homonymes, voir Susan Graham, Susan et Graham.
Susan Graham est une actrice, productrice et scénariste américaine.

## Filmographie

### Comme actrice
- 2007 : The Dan Ho Show (série télévisée)
- 2009 : Thug Love : Vicky
- 2009 : Natural Hazards (téléfilm) : Kat
- 2010 : Little Spoon (court métrage) : Ms. Rose
- 2010 : All American Zombie Drugs : Kara
- 2010 : 2 Girls 1 Cop (série télévisée) : Kimber Steel
- 2011 : Beverly Hills Chihuahua 2
- 2011 : Leave It on the Floor
- 2012 : Quiet (court métrage) : Ali
- 2014 : College Fright Night
- 2014 : Hyperion (court métrage) : docteure Kohler
- 2014 : Friends (court métrage) : Ms. Baer
- 2015 : Jilted : Sam
- 2015 : Unpleasant Surprise (court métrage) : Alice
- 2017 : Dirty Laundry (série télévisée) : Allison Shue
- 2017 : Charity (court métrage) : la professeure

### Comme productrice
- 2009 : Natural Hazards (téléfilm)
- 2010 : 2 Girls 1 Cop (série télévisée)
- 2012 : Quiet (court métrage)
- 2012 : The Langbehn-Pond Story (court métrage documentaire)
- 2014 : Hyperion (court métrage)
- 2014 : Friends (court métrage)
- 2015 : Out & Around (documentaire)
- 2015 : Fearless: How 10 LGBT Activists Made It Better (mini-série)
- 2015 : Pareidolia (court métrage)
- 2017 : Charity (court métrage)
- 2018 : WoW MoM (documentaire)
- 2018 : Through the Glass Darkly

### Comme scénariste
- 2009 : Natural Hazards (téléfilm)
- 2010 : 2 Girls 1 Cop (série télévisée)
- 2012 : Quiet (court métrage)
- 2015 : Out & Around (documentaire)
- 2018 : Through the Glass Darkly